# Wish I Was Here
Wish I Was Here és una pel·lícula estatunidenca del 2014 dirigida per Zach Braff i coescrita amb el seu germà Adam Braff. La pel·lícula va ser produïda per Stacey Sher, Michael Shamberg, Zach Braff i Adam Braff.
La pel·lícula va ser estrenada al Festival Internacional de Cinema de Sundance el 18 de gener de 2014 i va ser distribuïda per Focus Features als Estats Units. Els protagonistes de la pel·lícula són Zach Braff, Josh Gad, Ashley Greene, Kate Hudson, Joey King i Mandy Patinkin.
La pel·lícula es centra en Aidan Bloom (interpretat per Zach Braff), un actor en crisi de mitjana edat que intenta trobar el seu camí a la vida mentre s'enfronta als problemes familiars i als desafiaments de la paternitat. La música de la pel·lícula va ser composta per Rob Simonsen.
La pel·lícula va ser produïda amb un pressupost de 5,5 milions de dòlars i va recaptar 5,48 milions de dòlars a la taquilla. Va rebre crítiques mixtes per part dels crítics i del públic, i va ser objecte de controvèrsia per la seva campanya de finançament col·lectiu a través del lloc web Kickstarter.